# Heliconius flavopunctata
Heliconius flavopunctata är en fjärilsart som beskrevs av Heinrich Neustetter 1925. Heliconius flavopunctata ingår i släktet Heliconius och familjen praktfjärilar. Inga underarter finns listade i Catalogue of Life.